# 塞梅尼夫卡 (克拉斯諾赫拉德區)
49°4′20″N 35°19′33″E / 49.07222°N 35.32583°E
塞梅尼夫卡（烏克蘭語：Семенівка）是位於烏克蘭東部的村莊，由哈爾科夫州别列斯京区的扎切皮利夫卡市鎮負責管轄。該村始建於1760年，面積1.61平方公里，海拔高度82米，2001年人口375，人口密度每平方公里232.9人。